# Der verlogene Akt
Der verlogene Akt ist ein deutsch-italienisches Gesellschaftsdrama aus dem Jahre 1969. Unter der Regie von Rolf von Sydow spielen Gabriele Buch und Günther Schramm die Hauptrollen.

## Handlung
Die Geschichte spielt in den so genannten „besseren gesellschaftlichen Kreisen“ in Hamburg, Ende der 1960er Jahre. Dort hat infolge der allgemeinen, gesellschaftlichen, sexuellen Liberalisierung auch in der Geschäftswelt die Sittenlosigkeit Einzug gehalten. Der Industrielle und Erfolgsmensch Janson spendiert einigen seiner wie er erfolgsverwöhnten Kollegen eine heiße Sexnacht mit entsprechenden, gekauften Damen. Auch Janson findet nichts dabei, dass er, als verheirateter Mann, seiner eigenen Frau fremd geht. Seine Auserwählte ist die blonde Bedienung in einem schummrigen Jazzclub der Hansestadt, die wiederum einen schwarzen Freund hat. Offensichtlich hat die Kellnerin mit ihrem Lover, dem Trompeter der hier aufspielenden Combo, gerade geschlafen, als auch Janson in die junge Frau eindringt. Nach dem Sex geht er zu seiner Gattin Elisabeth heim und schläft auch mit ihr.
Elisabeth wird augenblicklich schwanger, und neun Monate später gibt es für alle Beteiligten eine böse Überraschung: Elisabeths Baby ist schwarz!! Man ist entsetzt, empört, aufgebracht. Janson kommt zum Schluss, dass ihm seine Frau fremdgegangen sein muss, und dann auch noch mit einem Kerl anderer Hautfarbe! Der Heuchler mit der Doppelmoral ist schockiert … und die angeblich besseren Kreise sind es gleich mit. Die Sensationspresse hat ihren Skandal und weidet ihn genüsslich aus. Elisabeth Janson wird für die Journalistenmeute zur Gejagten, zu „Negerhure“. Die „besseren Kreise“ beginnen sie nun zu meiden, gesellschaftlich zu isolieren und auszustoßen. Ihr Mann, der durch sein Fremdgehen den ganzen Schlamassel zu verantworten hat, hat sich längst voller Empörung von Elisabeth abgewendet. So vollkommen isoliert und mit einem dunkelhäutigen Baby „gesegnet“ (ohne dass sie dafür verantwortlich wäre) sowie gesellschaftlich an den Pranger gestellt, begeht Elsabeth Janson eine Verzweiflungstat: Von allen gehetzt und in die Enge getrieben legt sie in ihrem Zimmer ein Feuer und kommt bei dem Brand zu Tode.

## Produktionsnotizen
Der verlogene Akt entstand Mitte 1969 und wurde am 4. Dezember 1969 uraufgeführt.

## Kritik
Das Lexikon des Internationalen Films sah in diesem Film ein „an den Regeln der Illustrierten-Dramatik orientiertes Gesellschaftsdrama, sentimental und oberflächlich.“
Rolf Thissen schrieb in seinem Buch Sex verklärt (1995), was medizinisch möglich sei wirke in dieser anklagenden Aufklärung wie ein Kampf gegen Windmühlen.